# Víctor Sarasqueta
Víctor Sarasqueta Suinaga (1864-1930) fue un industrial armero español, fundador de una firma de escopetas finas de muy alta calidad. Llegó a ser elegido "armero real" por el rey Alfonso XIII. Junto con su hermano Juan José Sarasqueta aprendió el oficio de basculero y destacó entre la multitud de talleres armeros de la entonces villa de Éibar, siendo reconocido internacionalmente por la calidad de sus productos. Destacó su personalidad, humilde y honesto, siempre preocupado por enseñar el "ondo egin" (buen hacer) a todos los que le rodeaban.

## Biografía

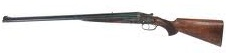
La escopeta marca Víctor Sarasqueta.

Víctor Sarasqueta nació en 1864 en el caserío Azpiri del barrio rural eibarrés de Mandiola en Guipúzcoa (País Vasco, España). De origen humilde y con escasa educación a los catorce años de edad comenzó, junto a su hermano Juan José, a aprender el oficio de basculero en el taller que el industrial "Makalarro" tenía en la calle eibarresa de Ardanza. 
Una vez conseguida la maestría en el oficio de basculeros, ambos  hermanos fundan un taller propio dedicado a la escopeta en 1887. En 1899 se separa de su hermano y junto con Francisco Cortaberría, conocido como "Patxi Pelukerua", y José Urizar constituyen una nueva fábrica con la razón social de "Sarasqueta, Cortaberría y Compañía" hasta que en octubre de 1906 funda en solitario "Víctor Sarasqueta"  que se dedicaría únicamente a la fabricación de escopetas finas de caza, las instalaciones se ubican en la entonces calle grabadores y hoy Víctor Sarasqueta.
Víctor Sarasqueta tenía una elevada conciencia profesional que exigía también a sus colaboradores, no toleraba medianías ni en las operaciones más secundarías.  Como anécdota se cuenta que en una ocasión llegó a destruir una escopeta ya terminada por un pequeño fallo en la báscula que sus operarios no percibían. Sarasqueta incluye en su fábrica a sus seis hijos.

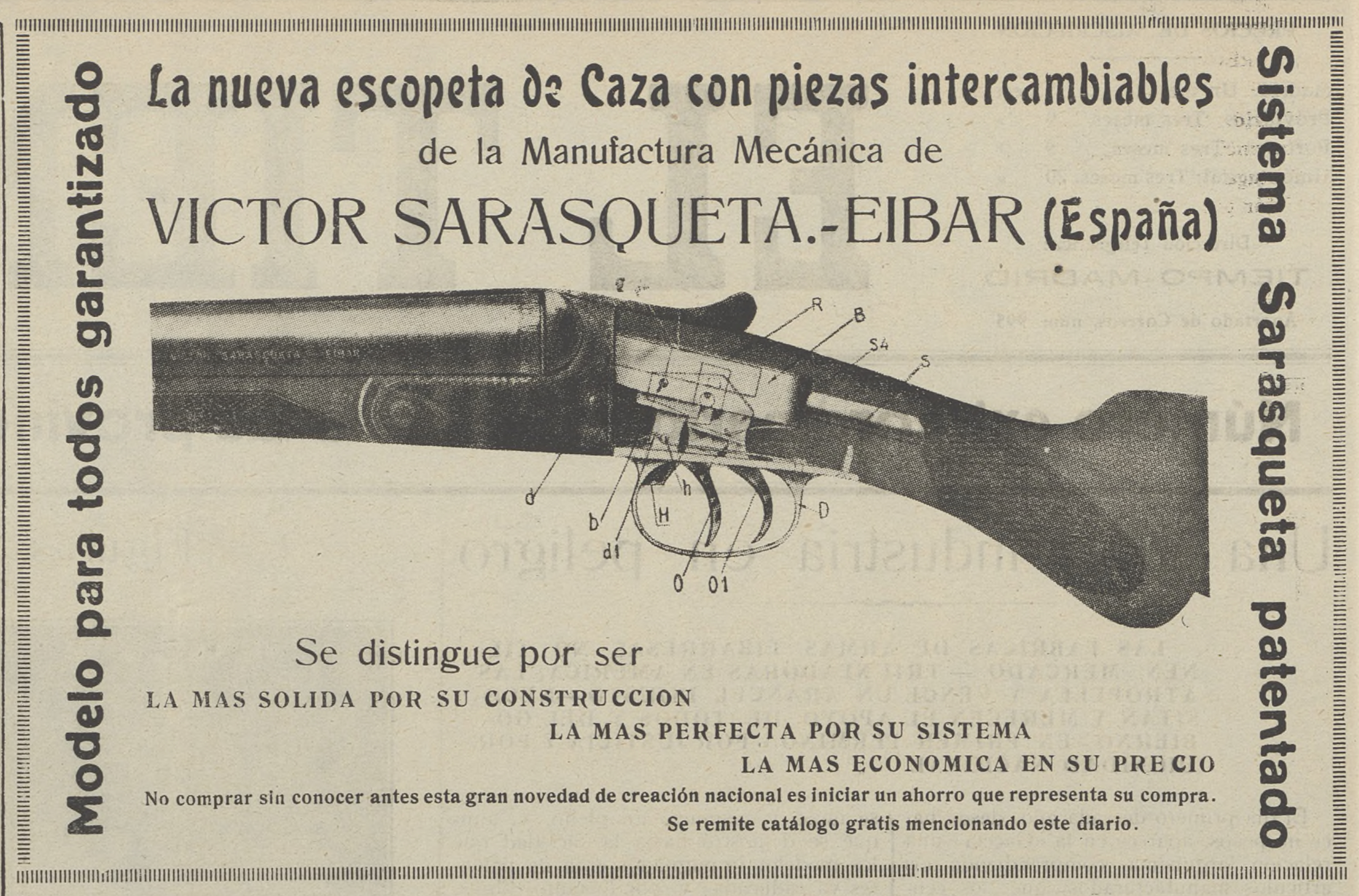
Anuncio en prensa de una escopeta de Víctor Sarasqueta

Consciente en la necesidad de la formación y de la calidad fue uno de los que impulsaron la idea colaboraron en  la fundación de la Escuela de Armería en 1912 y de la implantación en Éibar del Banco Oficial de Pruebas en 1919. De la calidad de sus escopetas da fe que de las 4386 que mandó a testar al banco de pruebas desde su implantación hasta su muerte solamente 15 fueron rechazadas.
Obsesionado con la calidad y el buen hacer, Víctor Sarasqueta impulsó las pruebas voluntarias de las armas, convencido de que las mismas les daban prestigio de buena fabricación.
Fue nombrado "armero real" y mantuvo amistad con el rey Alfonso XIII, con quien se tuteaba, es más, era tal la confianza que tenían que era el único a quien permitía llamarle familiarmente "Poncho". Sus productos fueron galardonados en la Exposición Regional de San Sebastián de 1897, en 1910 en la Exposición de Buenos Aires y en 1930 en la Exposición de Sevilla y Barcelona.

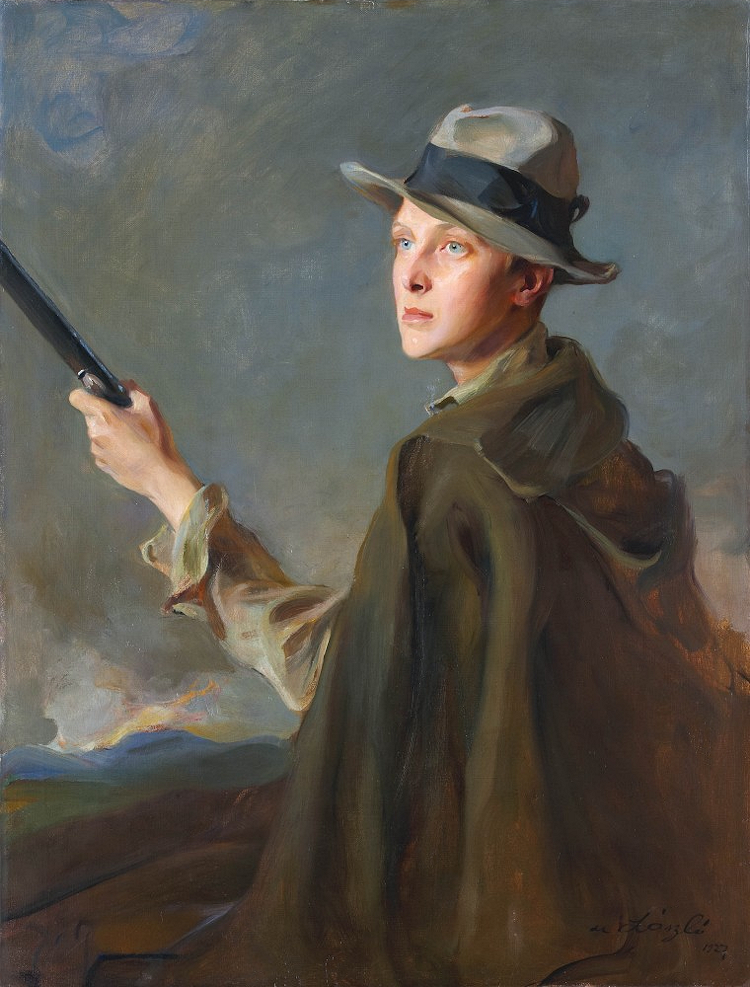
El príncipe de Asturias retratado por László con una escopeta Sarasqueta

El 15 de julio de 1930 muere a los 66 años de edad. La fábrica se cierra pero se abriría 9 años después de la mano de su hijo Víctor Sarasqueta Basterrica (1912-1979) bajo el nombre "Víctor Sarasqueta S.A.". En 1992 cerró definitivamente.

## El trabajo armero
Víctor Sarasqueta junto a su hermano Juan José mantuvieron en activo un taller de armas cuya referencia de Matrícula Industrial aparece en 1887 y se mantiene hasta 1904 cuando deciden separarse. Juan José Sarasqueta funda J.J. Sarasqueta y registra ese año la marca "La Paloma". En 1919 muere y el taller pasa a denominarse "Viuda e Hijos de J.J. Sarasqueta" que se mantuvo hasta después de 1939.
Víctor inscribe varias patentes a su nombre, en 1880 patenta un bastón escopeta sistema "Egokia". En 1899 se asocia con Francisco Cartaberría y José Urizar para fundar "Sarasqueta, Cortaberría y Cía." que instala el taller "Manufacturera Mecánica Eibarresa" que se especializa en escopetas, bastones escopetas y rifles de caza. Registra varios desarrollos mecánicos relativos a las escopetas y refles y varias marcas de comercialización  como "Eder", "Hispania" "La liebre", etc.
Víctor Saraqueta tenía la máxima 

Haced bien lo que hagáis. Lo que bien se hace cuesta algo más pero todos lo quieren. Lo que mal se hace cuesta algo menos pero nadie lo quiere.